# Inscenizacja

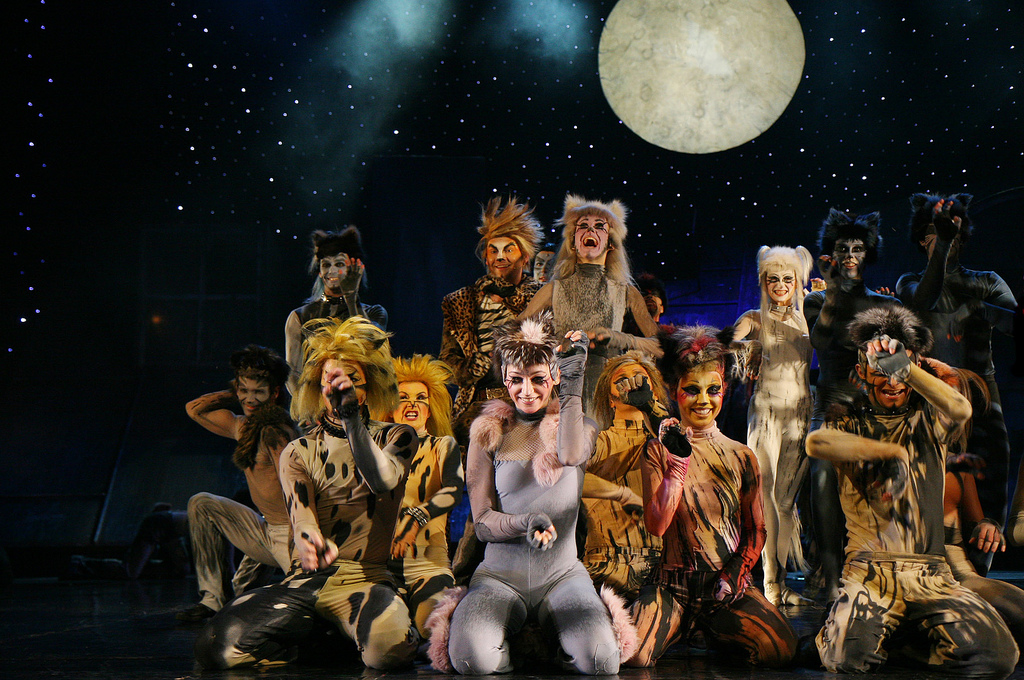
Inscenizacja

Inscenizacja – całokształt prac twórczych związanych z wystawieniem pewnego utworu na scenie. 
Podstawą inscenizacji jest scenariusz teatralny (w środowisku ludzi teatru zwany egzemplarzem reżyserskim), czyli na ogół tekst dramatu, ale może to być również rozpisana na dialogi adaptacja innego rodzaju dzieła literackiego, montaż różnych utworów poetyckich czy nawet tekstów o charakterze dokumentalnym (jak protokołów przesłuchań sądowych wykorzystywanych w konwencji teatru faktu). 
Inscenizator zespala wszystkie te elementy przedstawienia (takie jak: obsada aktorska, dekoracje, kostiumy, charakteryzacja, muzyka, światło, ruch sceniczny), podporządkowując każdy z nich jednej wspólnej koncepcji artystycznej. Reżyser – jako twórca inscenizacji – stał się główną postacią nowoczesnego teatru. We współczesnym teatrze, który korzysta z repertuaru dramaturgicznego wszystkich epok, reżyser-inscenizator często staje się pośrednikiem między dziełem minionego czasu a dzisiejszą publicznością. Sprawą inscenizatora jest dostosowanie wystawianego utworu do nowej sytuacji odbioru, tzn. odmiennego kontekstu społecznego i odmiennej wrażliwości estetycznej, z uwzględnieniem rozmaitych zmian cywilizacyjnych.